# 旺迪内勒河畔欧里亚克
旺迪内勒河畔欧里亚克（法語：Auriac-sur-Vendinelle）是法国上加龙省的一个市镇，属于图卢兹区。该市镇总面积30.71平方公里，2009年时的人口为996人。

## 人口
旺迪内勒河畔欧里亚克人口变化图示